# شورش کاکیتسو
شورش کاکیتسو (به ژاپنی: 嘉吉の乱 かきつのらん)، مجموعه ای از وقایع در دوره موروماچی، در سال اول کاکیچی (۱۴۴۱)، زمانی که آکاماتسو میتسوسوکه (赤松満祐)، ملازم ولایت هاریما، ولایت بیزن و ولایت میماساکا، آشیکاگا یوشی‌نوری، ششمین ژنرال شوگون‌سالاری موروماچی باکوفو را کشت. این یک سلسله اغتشاشات بود تا اینکه در ولایت هاریما، قلمرو خود، مورد حمله نیروهای خاندان یامانا و خاندان هوسوکاوا قرار گرفت و مجبور به خودکشی شد.
وقایع‌نگاری نظامی «کاکیچیکی» شرایط خاندان آکاماتسو را از جنگ کاکیچی تا بازیابی بعدی گنجینه‌های مقدس توصیف می‌کند.